# Distretto di Narpay
Il distretto di Narpay è uno dei 14 distretti della Regione di Samarcanda, in Uzbekistan. Il capoluogo è Oqtosh.